# سفارة دولة فلسطين لدى قبرص
سفارة دولة فلسطين لدى قبرص هي الممثلية الدبلوماسية العُليا لدولة فلسطين لدى قبرص. تقع السفارة في نيقوسيا.

## التاريخ
أنشئ عام 1975 مكتب تمثيل منظمة التحرير الفلسطينية لدى قبرص. وفي يوليو 2009، رفع مستوى التمثيل الفلسطيني إلى مفوضية عامة بامتيازات السفارة.
في 2 مايو 2011، رفع مستوى التمثيل الفلسطيني من مفوضية عامة إلى بعثة دبلوماسية.
في 8 فبراير 2013 تم رفع مستوى التمثيل من بعثة دبلوماسية إلى سفارة.